# Гай Фабий Агрипин
Гай Фабий Агрипин (на латински: Gaius Fabius Agrippinus; на гръцки: Φάβιος Ἀγριππεῖνος) e политик и сенатор на Римската империя през 2 век. Произхожда от знатния римски род Фабии.
Управител е на провинция Тракия (legatus Augusti pro praetore Thraciae) по времето на император Антонин Пий между 140 и 148 г. Участва в издаването на монетни емисии чрез градската управа на Топир. През 148 г. той е суфектконсул заедно с Марк Антоний Зенон.